# 大坪 (嘉義縣)
大坪，是臺灣嘉義縣梅山鄉的一個傳統地域名稱，位於該鄉中部南側。相較於今日行政區，其範圍大致包括太平村、太興村。

## 歷史
台灣日治初期，大坪地區為一（舊制）街庄，稱為「大坪庄」，隸屬於打貓東頂堡。該庄北與圳頭庄、龍眼林庄為鄰，東北與生毛樹庄為鄰，東南邊及南邊東段為金獅藔庄，南邊中、西段為緞厝藔庄，西邊為大草埔庄、大半天藔庄。
1901年（日治明治三十四年）11月，全台設置二十廳，該庄隸屬於嘉義廳。1904年（明治三十七年）2月，該庄編入「大坪區」，隸屬於嘉義廳。1909年（明治四十二年）10月，合併二十廳為十二廳，該庄改編入「梅仔坑區」，仍隸屬於嘉義廳。1920年（大正九年），廢十二廳改設五州二廳，該庄改制為「大坪」大字，隸屬於臺南州嘉義郡小梅庄（新制街庄）。
戰後小梅庄改制為小梅鄉，隸屬於臺南縣，大字亦改制為村。1946年（民國35年）6月21日，小梅鄉改名梅山鄉。1950年（民國39年）10月，雲、嘉、南分治，梅山鄉改隸屬於嘉義縣。

## 聚落
本地區發展較早的聚落有大坪（太平）、茅仔埔、下藔、梨園藔、溪頭等，在日治期初期的官方地圖上已有記載。

## 交通
阿里山林業鐵路又稱「阿里山森林鐵路」，主線由嘉義通往阿里山，在本地區設有梨園寮車站，屬招呼站。該鐵路主線因部分路段損毀，目前僅營運嘉義至十字路（梨園寮車站位於此區間）區間。
縣道162甲線是圳頭（實際起點在梅山）至太和的道路，全線皆在梅山鄉境內，經過本地區大坪聚落。由該道路（大方向）西行可前往梅山市區，並止於縣道149號轉角路口，東行可前往科子林地區，並止於太和聚落西邊的縣道169號路口。
縣道166號是東石至瑞里的道路，經過本地區東南端。由該道路（大方向）西行可前往竹崎鄉、民雄鄉、新港鄉、六腳鄉、東石鄉，並止於縣道168號轉角路口；東行經過一段竹崎鄉境後可前往瑞里，並止於縣道162甲線路口。
鄉道嘉151線是大坪至十字關的道路。
鄉道嘉154線是大坪至一支杉的道路。

## 學校
- 太平國小
- 太興國小

## 景點
- 梨子腳山（台灣小百岳之一，位於本地區與圳頭地區交界處）
- 太平36彎
- 太平雲梯